# Abraham Buschke

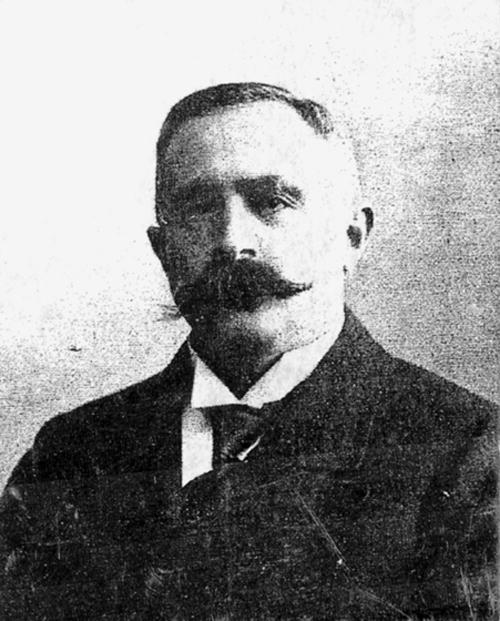
Abraham Buschke

Abraham Buschke, född 27 september 1868, död 1943, var en tysk läkare och lärare. Hans medicinska upptäckter gav bland annat eponymet Buschkes syndrom. Han var till pensionen 1933 verksam som dermatologspecialist och överläkare i venerologi, för behandling av bland annat syfilis och gonorré, vid Rudolf Virchow-sjukhuset. 
Han fördes, tillsammans med sin hustru, till koncentrationslägret i Theresienstadt där han dog av en tarminfektion 1943.